# Cathorops manglarensis
Cathorops manglarensis is een straalvinnige vissensoort uit de familie van christusvissen (Ariidae). De wetenschappelijke naam van de soort is voor het eerst geldig gepubliceerd in 2007 door Marceniuk.